# Ste-Catherine (Alland’Huy-et-Sausseuil)

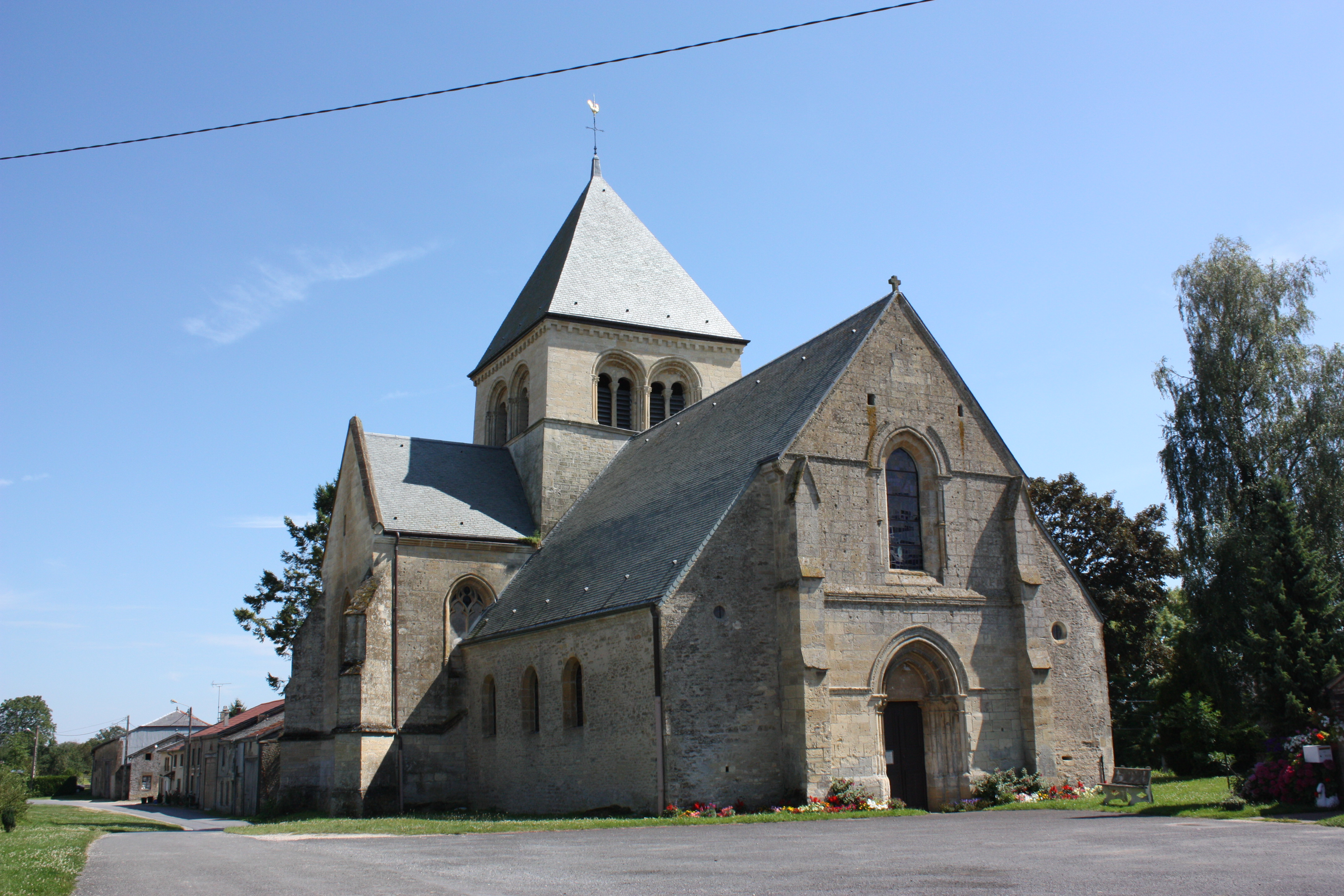
Die Kirche Ste-Catherine.

Die romanische, römisch-katholische Kirche Ste-Catherine in Alland’Huy-et-Sausseuil, einer französischen Gemeinde im Département Ardennes, trägt das Patrozinium der Katharina von Alexandrien und steht als Monument historique unter Denkmalschutz.

## Geschichte
Am 14. Dezember 1145 wurde die Ortschaft Alendusium (Alland’Huy) in einer Bulle von Papst Eugen III. unter den Besitztümern der Abtei Saint-Remi von Reims erwähnt. Unter dem Ancien Régime unterhielt die Dorfgemeinde gespannte Beziehungen mit der Abtei und deren Vögten, den Herzögen von Rethel. Die Herzöge erhoben oft hohe Vogteisteuern, brachten aber keinen wesentlichen Schutz. Das Gotteshaus wurde als Katharinenkirche in einem Verzeichnis im 14. Jahrhundert sowie erneut im Jahr 1779 erwähnt.
Am 27. August 1986 wurde die Kirche Ste-Catherine als klassifiziertes Monument historique unter Denkmalschutz gestellt.

## Architektur

### Äußeres
Der westliche Portalvorbau wird von drei spitzbogigen Wülsten überragt, die auf kleinen Säulen mit Blattkapitellen ruhen. Über dem Gewände steht eine Archivolte, die mit Palmetten verziert ist. Das Tympanon hat jedoch keine Ausschmückung. Über dem Portal ist ein großes spitzbogiges, gekuppeltes Fenster zu sehen. Die Fassade und die Schiffmauer werden auf beiden Seiten von Stützmauern verstärkt.
Die Chorfassade hat fünf Seiten. Der viereckige Turm über dem Querschiff hat zwei rundbogige Fensteröffnungen auf jedem Wandteil und wird von einem vierflächigen Dach sowie einem Kranzgesims auf verzierten Kragsteinen überragt.

### Inneres
Die großen spitzbogigen Schiffarkaden stehen zwischen Wülsten, die von Archivolten überragt werden, die mit Palmetten geschmückt sind. Jede Säule ist mit kleinen Säulen mit Blattkapitellen verziert. Die Wülste fallen auf die kleinen Säulen durch gesimse Abaki, die die großen Säulen umringen.
Seit dem 19. Jahrhundert ersetzt das Schiffgewölbe die ehemalige Holzbalkendecke, die noch heute in den Seitenschiffen erhalten ist.